# Найден Атанасов
Найден Атанасов с прозвище Факира (около 1840 – неизв.) е български хайдутин, роден в село Заселе, Софийско.
Някой си Кара Осман от Враца го преследвал заради хубавата му жена Ранга. Найден с хитрост прогонил нахалника, дошъл да грабне и потурчи невестата му. За това обаче му се наложило да хване гората и Балкана. Жена му отишла заедно с него, а към тях се присъединил Стефан Глушанеца. Купил имот в Сърбия когато през есента преминали там, заживели на новото място и си народили деца. Не забравил обаче страдалчеството той всяка пролет минавал в България да мъсти на турците. Подвизавал се в западна Стара планина.
По време на Освободителната война бил водач на руските войски, с които влязъл в София. В този град русите му предложили жилище и добра служба, но той предпочел да се върне в родното си село. Тук той основал училище и станал първият учител в него.